# Maria Magdalena de l'Encarnació
Maria Magdalena de l'Encarnació (Porto Santo Stefano, Monte Argentario, Grosseto, Toscana, 16 d'abril de 1770 - Roma, 29 de novembre de 1824) fou una religiosa toscana, fundadora de l'orde monàstic de les Adoratrius Perpètues del Santíssim Sagrament.

## Biografia
Caterina Sordini nasqué en 1770 a Porto Santo Stefano, fou batejada com a Caterina Maria Francesca Antonia; era la quarta dels nou fills de Lorenzo Sordini i Teresa Movizzo, pares molt caritatius i devots. El proper convent dels passionistes de Monte Argentario havia difós la devoció a l'Eucaristia; Lorenzo Sordini feia exposar, a costa seva, el Santíssim Sagrament a l'església parroquial per a la veneració pública.
Als setze anys, fou destinada al matrimoni amb un jove propietari, però Caterina va tenir una visió de Crist crucificat i va decidir de seguir la vida religiosa. El 1788 va ingressar al monestir de Terciàries Regulars Franciscanes de Santi Filippo e Giacomo d'Ischia di Castro (Viterbo), fent els vots el 1789, prenent el nom de Maria Magdalena de l'Encarnació. Fou superiora del monestir d'Ischia en 1802, on fa una bona tasca de govern i es guanya l'apel·latiu popular de "la monja santa". Va reformar la disciplina conventual fent-la més rigorosa i austera. En 1803, visità el convent el rei Carles Manuel IV de Sardenya, que parlà amb l'abadessa durant dues hores, fet que atorgà una certa fama a la monja, juntament amb alguns episodis místics d'èxtasis i aparicions.
Amb el seu director espiritual, el sacerdot Giovanni Antonio Baldeschi, d'Ischia, va idear la fundació d'un institut religiós dedicat exclusivament a l'adoració eucarística. Van rebre l'autorització del bisbe Pierleone d'Acquapendente per redactar una regla per al nou orde monàstic. En 1807, Pius VII l'autoritzà a deixar el convent d'Ischia i a iniciar la vida del nou orde a Roma; amb dues companyes, Mariana Ermini i Maria Clotilde, i altres joves, ocupa un antic convent de carmelites, prop de Quattro Fontane. A Roma, van tenir el suport del Marquès de Negrete, ambaixador d'Espanya a Portugal i de la Marquesa Das Minas, portuguesa. En 1808, el cardenal de la Somaglia, vicari pontifici, signa el decret d'aprovació de la regla de les Adoratrius Perpètues del Santíssim Sagrament.
El mateix 1808, però, la invasió de l'exèrcit de França van fer que el papa Pius VII fos exiliat. Un decret de Napoleó I va obligar la congregació a deixar Roma, i va haver de tancar el monestir, que encara no estava reconegut oficialment. Va tornar a Porto Santo Stefano. En 1814, amb noves companyes, va poder tornar a Roma i reobrir el convent, ara a Sant'Anna al Quirinale. Finalment, la congregació fou aprovada per Pius VII en 1818.
Va morir a Roma el 29 de novembre de 1824. Fou sebollida a l'església de Sant'Anna.

## Veneració
Les restes de la fundadora han estat traslladades i des de 1968 es troben al monestir d'Adoratriu de Roma, Via del Casaletto, 268. Fou declarada venerable el 24 d'abril de 2001 per Joan Pau II i fou beatificada per Benet XVI el 3 de maig de 2008 a Roma.